# 犯行声明文
『犯行声明文』（はんこうせいめいぶん）は、日本のバンド、ガゼットの通算4作目のアルバム、4枚目のミニアルバム。

## 収録曲
- 全曲、作詞：流鬼.　作曲：大日本異端芸者の皆様

1. [DIS]
2. Red MoteL
3. THE MURDER'S TV
4. 「これで良かったんです…」